# Bergpark Wilhelmshöhe

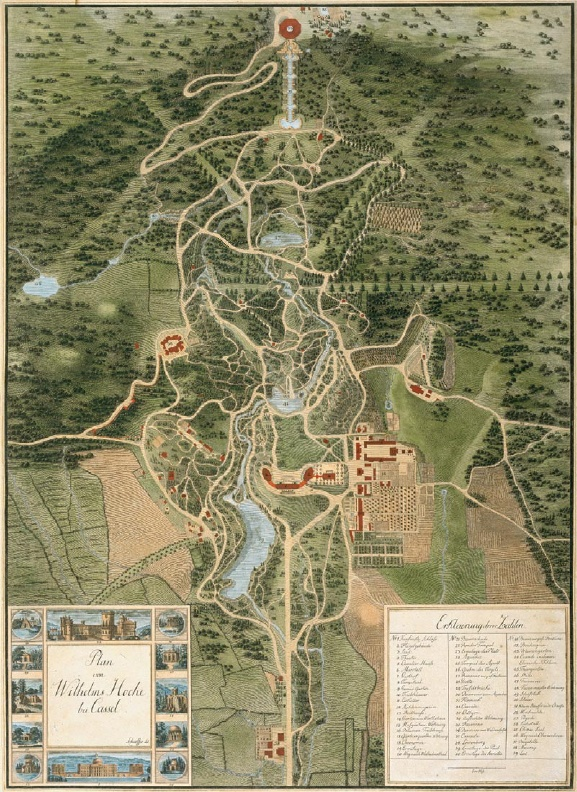
Karta över Bergpark Wilhelmshöhe i början av 1800-talet

Bergpark Wilhelmshöhe är en unik park i staden Kassel, Tyskland. Konsthistorikern Georg Dehio (1850–1932), inspiratör till den moderna grenen av historiskt bevarande, beskrev parken som "kanske den mest grandiosa kombinationen mellan landskap och arkitektur som barocken vågat sig på någonstans" ("vielleicht das Grandioseste, was irgendwo der Barock in Verbindung von Architektur und Landschaft gewagt hat."). Parkens område är 2,4 km², vilket gör den till Europas största bergsidepark och den näst största bergssluttningsparken i världen. Byggandet av Bergpark, eller "bergsparken", påbörjades 1696 och tog omkring 150 år.

## Historia

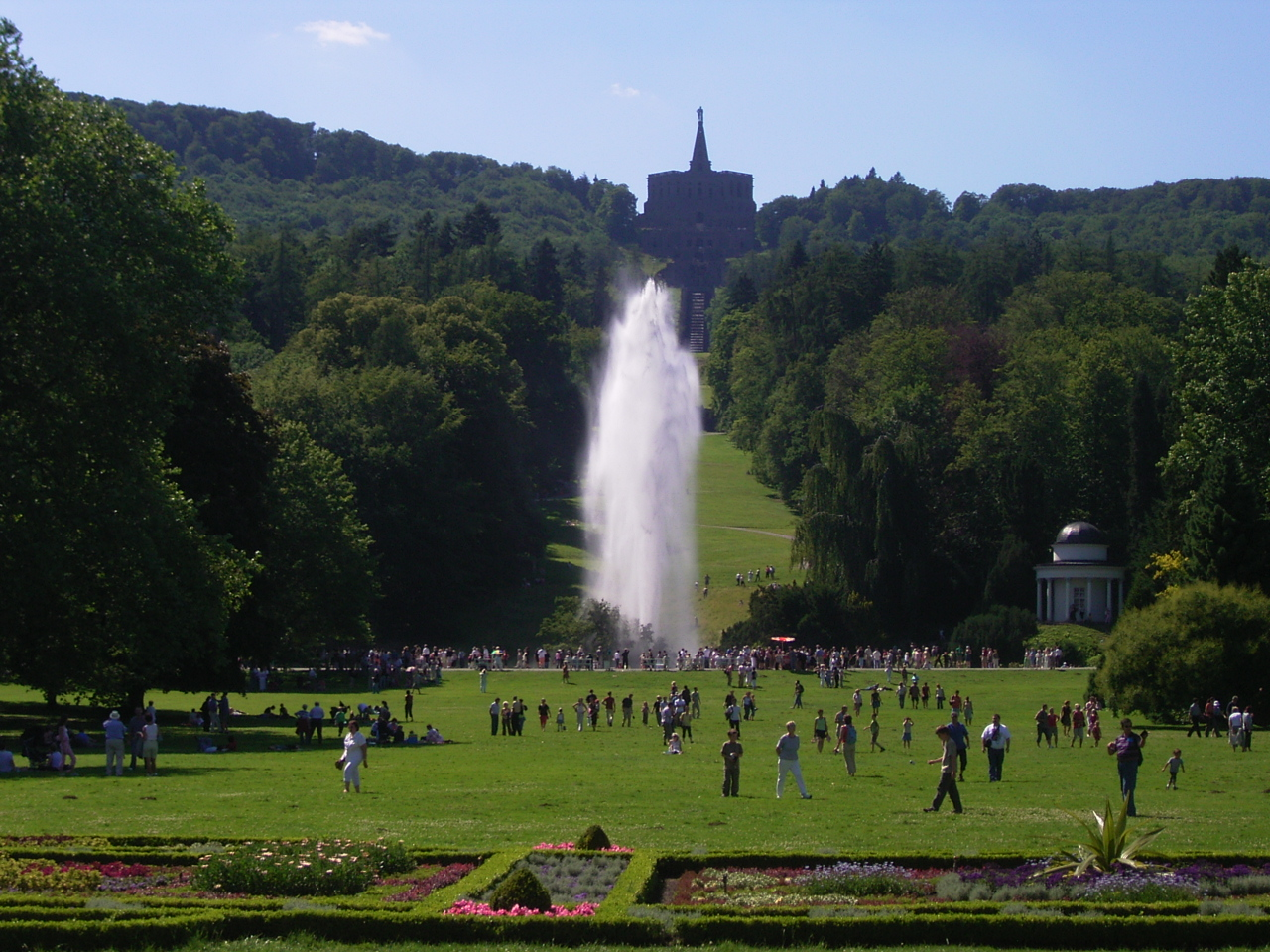
Den stora fontänen

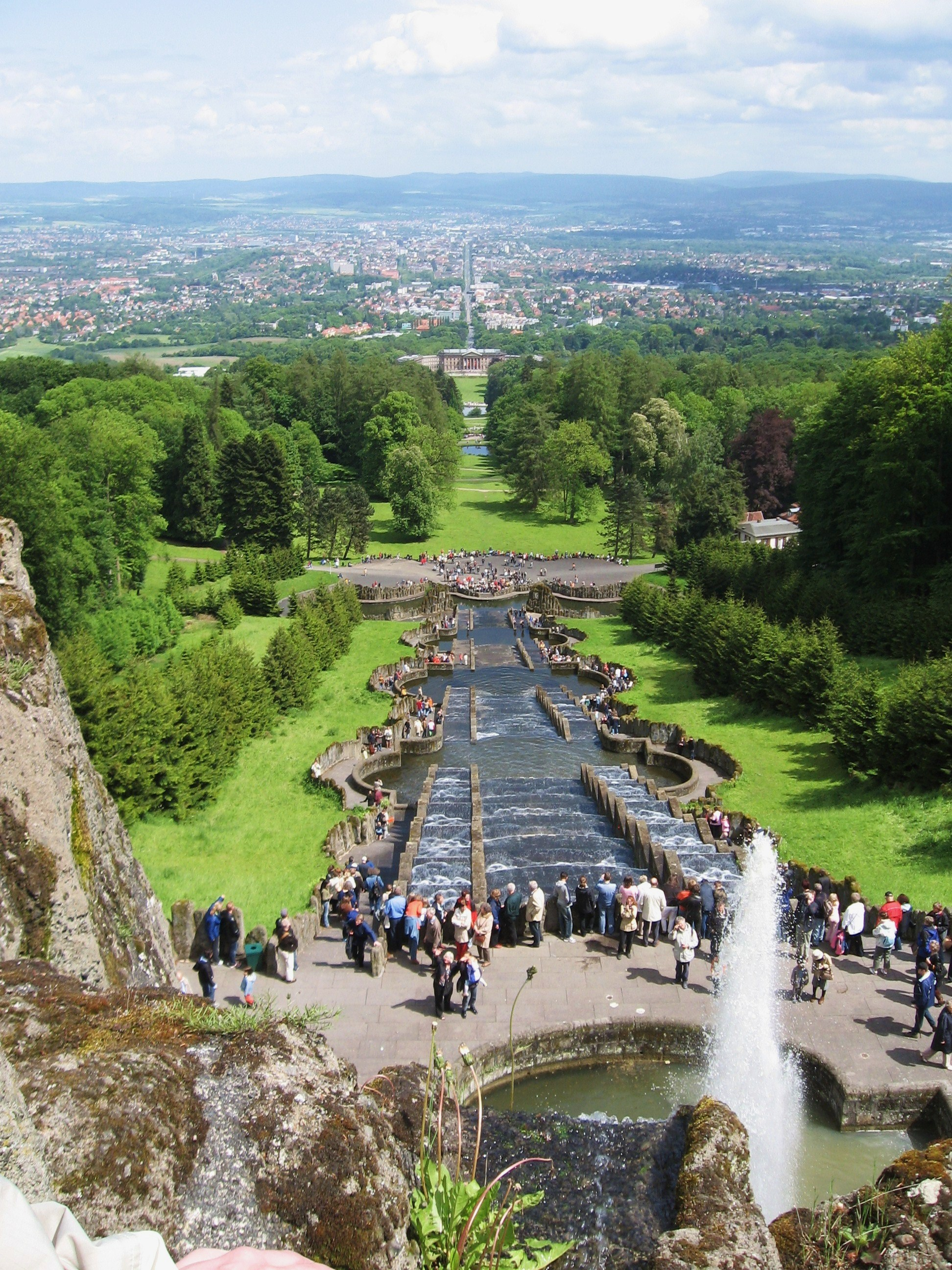
Vy mot Kassel

### 1696 – 1806
Bergparken kom till som en barockpark under Karl I av Hessen-Kassel. 1701, påbörjade den italienske arkitekten Giovanni Francesco Guerniero byggandet av Herkulesmonumentet och den enorma fontänen. 1785 inledde Vilhelm I av Hessen en stor utvidgning av parken och året därpå påbörjade hans arkitekt, Simon Louis du Ry, skapa det klassiska palatset Schloss Wilhelmshöhe. Samtidigt förändrades trädgårdsidealen från fransk barock till den engelska parken. Under utvidgningar och förändringar skapade Heinrich Christoph Jussow byggnadsverk som än idag kännetecknar parken: konstgjorda ruiner såsom Löwenburg och den romerska akvedukten liksom utökningar av vattenområdena såsom fontändammen Lac och Teufelsbrücke  med Höllenteich. 1793, lät Karl Steinhöfer tillföra vattenfallet Steinhöfer till parken.

### 1806 – 1866
Kassel blev huvudstad i det nya Westfalen, en vasallstat till Frankrike, som styrdes av Napoleon I:s bror Jérôme Bonaparte. Han behöll styret i palatset Wilhelmshöhe (som dock fick byta namn till Napoleonshöhe) till 1813, efter Napoleons nederlag och återupprättandet av elektoratet. Kungens främsta kammarherre och guvernören av Napoleonshöhe var hertig Heinrich von Blumenthal. 1826 beställde Vilhelm II av Hessen-Kassel den senaste större byggnationen i Bergpark Wilhelmshöhe, grosser Wasserfall (stora vattenfallet).

### 1866 – 1918

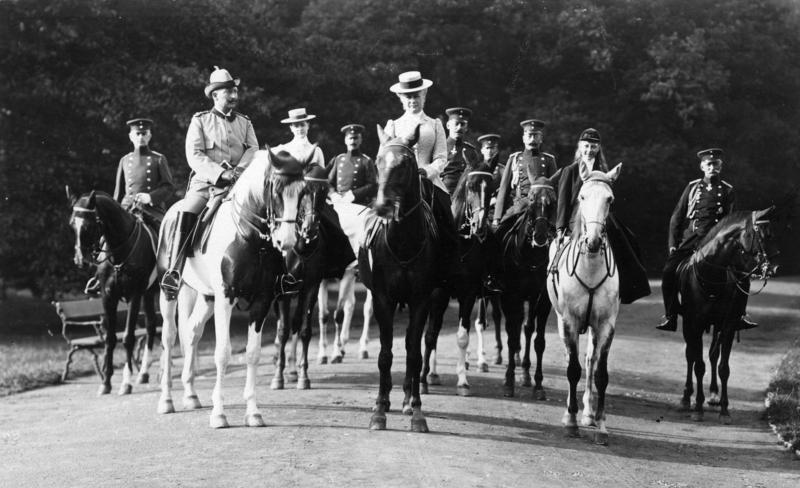
Kejsar Wilhelm II av Tyskland i bergparken 1906

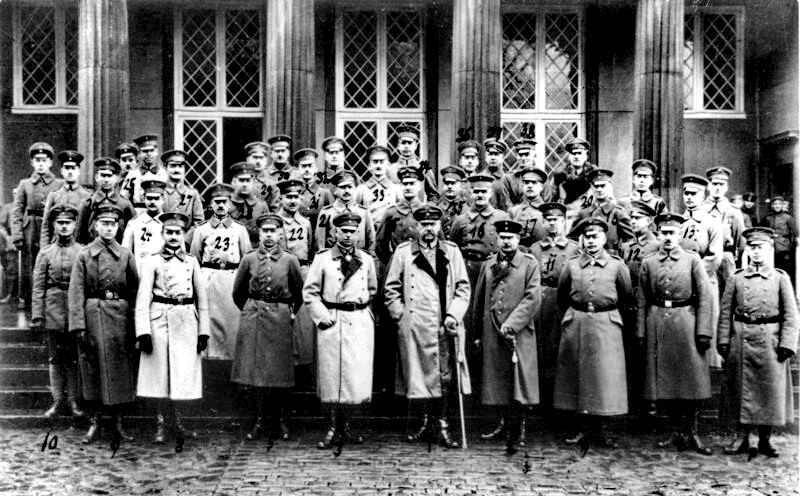
Medlemmar i det tyska militära högkvarteret, november 1918

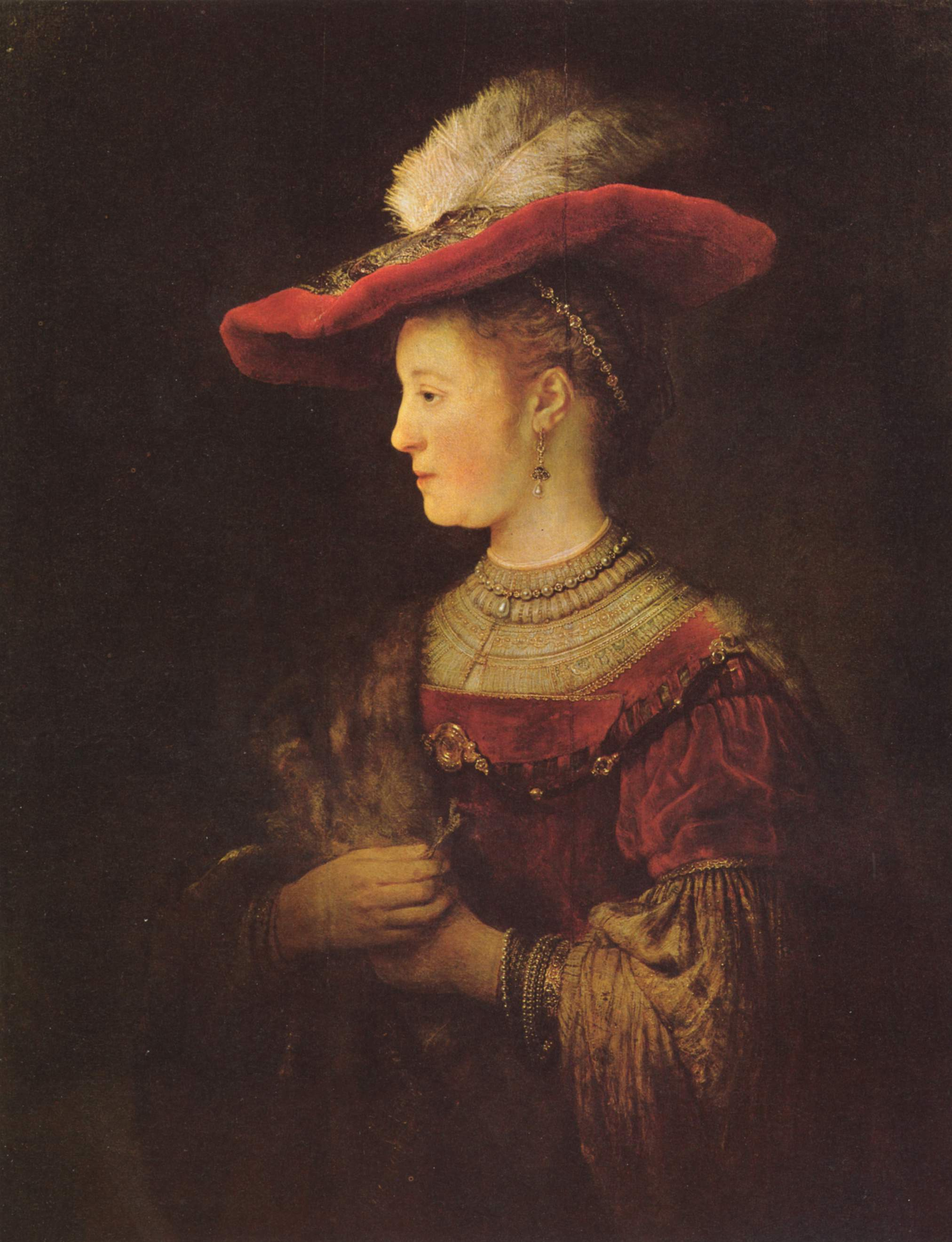
Rembrandts "Saskia"

Efter att ha valt att stå på Österrikes sida i Tyska enhetskriget, annekterades Kurfurstendömet Hessen av Kungariket Preussen 1866. Den preussiska administrationen slog samman det som tidigare var Hertigdömet Nassau, Fria staden Frankfurt och Kurfurstendömet Hessen till den nya preussiska provinsen Hessen-Nassau. Kassel förlorade sin status som kurfurstendömets residensstad, fursteätten som skapat parken blev mediatiserad.
1870 efter Slaget vid Sedan, skickades Napoleon III som fånge till Schloss Wilhelmshöhe. Från 1899 valde Tysklands kejsare Wilhelm II, som gått i skola i Kassel, Wilhelmshöhe som sitt sommarresidens och gjorde slottet och parken till europeiska politikens centrum de kommande två årtiondena. 1918 efter Tysklands nederlag i slutet av Första världskriget, organiserade och ledde Paul von Hindenburg tillbakadragandet och avmobiliseringen av de tyska trupperna här.

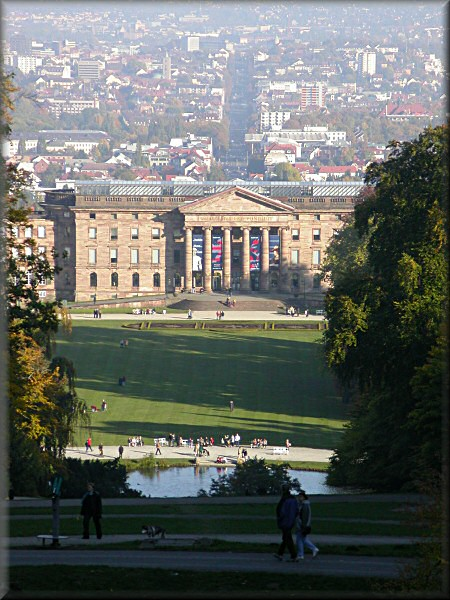
Schloss Wilhelmshöhe

### 1900-talet – nutid
1972 träffades Västtysklands förbundskansler Willy Brandt och Östtysklands premiärminister Willy Stoph i Schloss Wilhelmshöhe för förhandlingar mellan de två tyska staterna.
Inga utvidgningar gjordes på 1900-talet, endast arbeten för att bevara parken och dess byggnader i ursprungligt tillstånd. Delstaten Hessens regering uppmanar till förvandlingsplanerna för museum i Kassel för att förstärka deras attraktion. 
Schloss Wilhelmshöhe är idag ett museum, bemärkt för sin tapet-samling, en viktig samling grekisk-romerska antikviteter och ett konstgalleri. Samlingen som fokuserar på 1500- och 1600-talen innehåller mästerverk av tyska, italienska, franska och spanska konstnärer och utgör den näst största samlingen med Rembrandts tavlor i Tyskland. Rembrandts berömda "Saskia" och "Mannen med slokhatten" av Frans Hals är bara två av många enastående exempel. 
Bergparken var sedan 15 mars 2010 uppsatt på Tysklands tentativa världsarvslista och antogs 23 juni 2013.